# Christiana Figueres
Karen Christiana Figueres Olsen (née le 7 août 1956) est une diplomate du Costa Rica. Elle est secrétaire exécutive de la Convention-cadre des Nations unies sur les changements climatiques (CCNUCC) entre 2010, et 2016.
Christiana Figueres a fait partie dès 1995 de la délégation du Costa Rica, aussi bien pour ce qui est des négociations en lien avec la CCNUCC que celles en lien avec le Protocole de Kyoto.
Elle a apporté sa contribution à la conception de plusieurs des principaux instruments en lien avec le changement climatique. Elle fait partie des premiers à avoir milité pour que l'Amérique latine joue un rôle actif dans la CCNUCC. Elle a l'habitude de s'exprimer publiquement et a publié de nombreux ouvrages.

## Premières années
Christiana Figueres est née à San José au Costa Rica. Son père, José Figueres Ferrer, a été à trois reprises président du Costa Rica. Sa mère, Karen Olsen Beck, a été ambassadrice du Costa Rica en Israël en 1982 et a été élue au Parlement du Costa Rica de 1990 à 1994. Le couple a eu quatre enfants. Le grand frère de Christiana, José María Figueres, a aussi été président du Costa Rica de 1994 à 1998.
Christiana Figueres a grandi à La Lucha et y a fréquenté la Cecilia Orlich Grammar School. Elle a ensuite fréquenté la Humboldtschule en Allemagne puis la Lincoln High School. Elle a séjourné un an en Angleterre pour passer son A-level, avant d'intégrer le Swarthmore College en Pennsylvanie. Au cours de son cursus en anthropologie, elle a vécu un an à Bribri (canton de Talamanca), un village indigène reculé du plateau sud-est du Costa Rica, pour mettre en place un programme d'alphabétisation adapté à la culture locale, qui a ensuite été repris par le Ministère de l'Éducation pendant plusieurs années.
Christiana Figueres a collaboré avec le botaniste Russell Seibert pour améliorer le régime alimentaire aux Samoa, en utilisant des plantes à fort contenu nutritif. Elle a ensuite passé un master en anthropologie sociale à la London School of Economics, qu'elle a achevé en 1981. C'est à Londres durant cette période qu'elle a rencontré son mari, Konrad von Ritter. 

## Carrière
Christiana Figueres a commencé sa carrière de fonctionnaire en tant que conseillère à l'ambassade du Costa Rica à Bonn, en Allemagne, de 1982 à 1985. Elle a coordonné le travail de l'ensemble des départements de l'ambassade et a re-négocié les conditions d'assistance technique, d'aide au développement et de coopération entre les deux pays.
De retour au Costa Rica en 1987, Christiana Figueres a été nommée directrice de la Coopération Internationale au ministère du Plan. Elle y a pris en charge les négociations concernant les programmes de coopération financière et technique globale avec huit pays européens (investissement cumulé de 90 millions de dollars) et a supervisé l'évaluation de l'ensemble des demandes nationales d'assistance technique et financière. Au bout d'un an elle a été nommée chef de cabinet au ministère de l'Agriculture. Elle a piloté la mise en œuvre de 22 programmes nationaux comportant de la formation, du financement et du marketing (investissement cumulé de 200 millions de dollars). Elle a opéré une réorganisation de l'équipe ministérielle afin d'améliorer le travail en équipe et la productivité, et a élaboré des stratégies de coordination entre trois grandes institutions publiques du secteur, permettant d'éliminer les redondances de services et les incohérences de politiques.
En 1989, Christiana Figueres est partie à Washington DC avec son mari et s'est consacrée pendant plusieurs années à l'éducation de leurs deux filles, Naima, née en mars 1989 et Yihana, née en décembre 1989. En parallèle elle a continué à s'intéresser aux questions de réformes institutionnelles et de recherche de l'efficacité en obtenant tout d'abord une certification en Développement des Organisations à la Georgetown University en 1991, puis une certification en Architecture Organisationnelle au Gestalt Institute of Cleveland en 1993.
En 1994, Christiana Figueres a repris ses activités professionnelles en tant que Directrice du Secrétariat Technique du programme d'Énergies Renouvelables des Amériques (REIA), placé aujourd'hui sous l'égide de l'Organisation des États américains (OEA). Elle a œuvré à des politiques régionales pour faire progresser l'utilisation des énergies renouvelables en Amérique latine, en identifiant les freins à l'investissement et les solutions possibles. Elle a mis en place des mécanismes de coordination entre divers agences des États-Unis et d'Amérique latine actives dans ce domaine, au travers d'une étroite collaboration entre les gouvernements et les entreprises du Chili, du Pérou, d'Argentine, du Mexique et d'Amérique Centrale.

### Centre pour le développement durable aux Amériques (CSDA)
En 1995, Christiana Figueres a fondé et a pris la direction  du Centre pour le Développement Durable aux Amériques, un organisme à but non lucratif consacré à la promotion de la participation des pays d'Amérique latine à la Convention sur les Changements Climatique.
Christiana Figueres a élaboré et dirigé quatre programmes du CSDA : montée en compétences, réformes des politiques, montage de projets et finance carbone. Ses principaux résultats sont les suivants :
- mise en place du tout premier programme de finance carbone dans un pays en voie de développement, en 1999 : le Latin American Carbon Program (PLAC), hébergé par la Banque de développement d'Amérique latine ;
- conclusion du premier accord d'achat de réduction d'émissions entre un pays industrialisé et une banque régionale de développement, en 2001. Cet accord a affecté 45 millions d'euros à la Corporación Andina de Fomento afin d'acquérir des réductions d'émissions en Amérique latine, pour le compte du gouvernement des Pays-Bas[18] ;
- pilotage de la montée en compétence en matière de changement climatique, d'énergies durables et de protection de l'environnement de plus de cinq cents professionnels aussi bien des secteurs public et privé que de la société civile, dans toute l'Amérique latine, entre 1995 et 2003[19] ;
- contribution à l'élaboration des plans d'actions climat du Guatemala, du Panama, de la Colombie, de l'Argentine, de l'Équateur, du Honduras, du Salvador et de la République Dominicaine, entre 1998 et 2007[6] ;
- contribution à la création du premier système d'information sur le changement climatique, spécifique au mécanisme de développement propre ;
- contribution au montage de six projets de réduction des gaz à effet de serre dans les secteurs de l'industrie et de l'énergie, tous retenus par la US Initiative of Joint Implementation ;
- contribution en 1995 à la préparation de FOCADES, un fond innovant, d'un montant total de quinze millions de dollars, dédié au financement de projets de biodiversité et d'énergie propre en Amérique centrale.

### Négociations internationales
En tant que représentante du Gouvernement du Costa Rica,, Christiana Figueres a participé aux négociations de la Convention Cadre des Nations Unies sur les Changements Climatiques (CCNUCC) depuis 1995,. En 1997, elle a joué un rôle de premier plan dans l'élaboration de la stratégie internationale ayant abouti à ce que les pays en voie de développement adhérent au Protocole de Kyoto et au mécanisme de développement propre. De 2007 à 2009, elle a été vice-présidente du Bureau de la CCNUCC, en tant que représentante de l'Amérique latine et des Caraïbes. Au fil des ans, elle a été amenée à présider de nombreuses négociations internationales :
- présidente du Groupe de travail de conseil au Comité exécutif du mécanisme de développement propre : Nairobi, décembre 2006[26];  Potsdam, décembre 2008[27];  Copenhague, décembre 2009[28] ;
- présidente du Groupe de Travail sur les mécanismes de flexibilité pour la période post-2012 : Bonn, juin 2008[29] ; Accra (Ghana), août 2008[30] ; Potsdam, décembre 2008[27] ;
- membre des Amis du Groupe des Présidents, qui a négocié le Plan d'Action de Bali pour la coopération long terme de toutes les nations, en décembre 2007[31].

### MDP programmatique
Consciente du fait que, pour engager des efforts de réduction d'émissions allant au-delà des traditionnels projets MDP mono-site, les pays en voie de développement auraient besoin d'une incitation supplémentaire au travers de la mise en valeur de mesures et de politiques climato-vertueuses, Christiana Figueres a proposé en 2002 un « MDP sectoriel » au sein duquel les pays en voie de développement seraient incités à développer des projets sectoriels ou régionaux, susceptibles d'être le résultat de politiques de développement durable spécifiques. En 2005 elle a publié une étude qui a fait sensation, en proposant un « MDP programmatique », dans lequel les réductions d'émissions sont atteintes non pas par un seul et unique site, mais plutôt par un bouquet d'actions étalées dans le temps en application d'une mesure gouvernementale ou d'un programme volontaire. Elle voit dans le MDP programmatique une façon de mobiliser des solutions de réduction d'émissions très diffuses et bénéficiant directement à l'utilisateur, comme les énergies renouvelables distribuées ou les solutions d'efficacité énergétique chez le consommateur final, de sorte à faire descendre les bénéfices du MDP au niveau des particuliers et des PME/PMI. Le MDP programmatique permet non seulement d'augmenter l'impact en matière de développement durable du MDP, mais il permet aussi de faire monter en puissance les solutions de réduction d'émissions de tous les secteurs, tout en réduisant les coûts de transaction et favorise le passage à des programmes de réduction d'émissions plus ambitieux pour les pays en voie de développement.
En décembre 2005 Christiana Figueres a présenté son idée lors de la COP 11 à Montréal et a obtenu le soutien du Groupe des 77 et de la Chine. Elle a ensuite pris la tête des négociations avec les différents groupes de pays industrialisés, aboutissant finalement à une décision de la COP autorisant les « programmes d'activités » dans le MDP (paragraphe vingt de la Décision CMP.1). Deux ans après, en tant que membre du Comité Exécutif du MDP, Christiana Figueres est parvenue à obtenir un consensus sur les règles et procédures à appliquer pour la soumission des "programmes d'activités" dans le MDP,. Le MDP Programmatique est désormais reconnu comme l'une des plus innovantes réformes du MDP, et de celles susceptibles d'amener à l'adoption de politiques climatiques vertueuses dans les pays en voie de développement.

### Secteur privé
Les activités de Christiana Figueres ne se limitent pas à la sphère publique et au domaine des ONG, elle collabore aussi activement avec des entreprises du secteur privé qui contribuent à la défense du climat. Elle a été Senior Adviser auprès de C-Quest Capital, une entreprise de finance carbone spécialiste des investissements dans les MDP programmatiques. Elle a aussi été Principal Climate Change Advisor auprès de ENDESA Latinoamérica, la plus grande compagnie privée du secteur de l'énergie en Amérique latine, présente en Argentine, au Brésil, au Chili, en Colombie et au Pérou. Elle a également été vice-présidente du Rating Committee de la Carbon Rating Agency, la première structure à avoir abordé des actifs carbone avec des méthodes de notation de crédits,.  

### Conférences

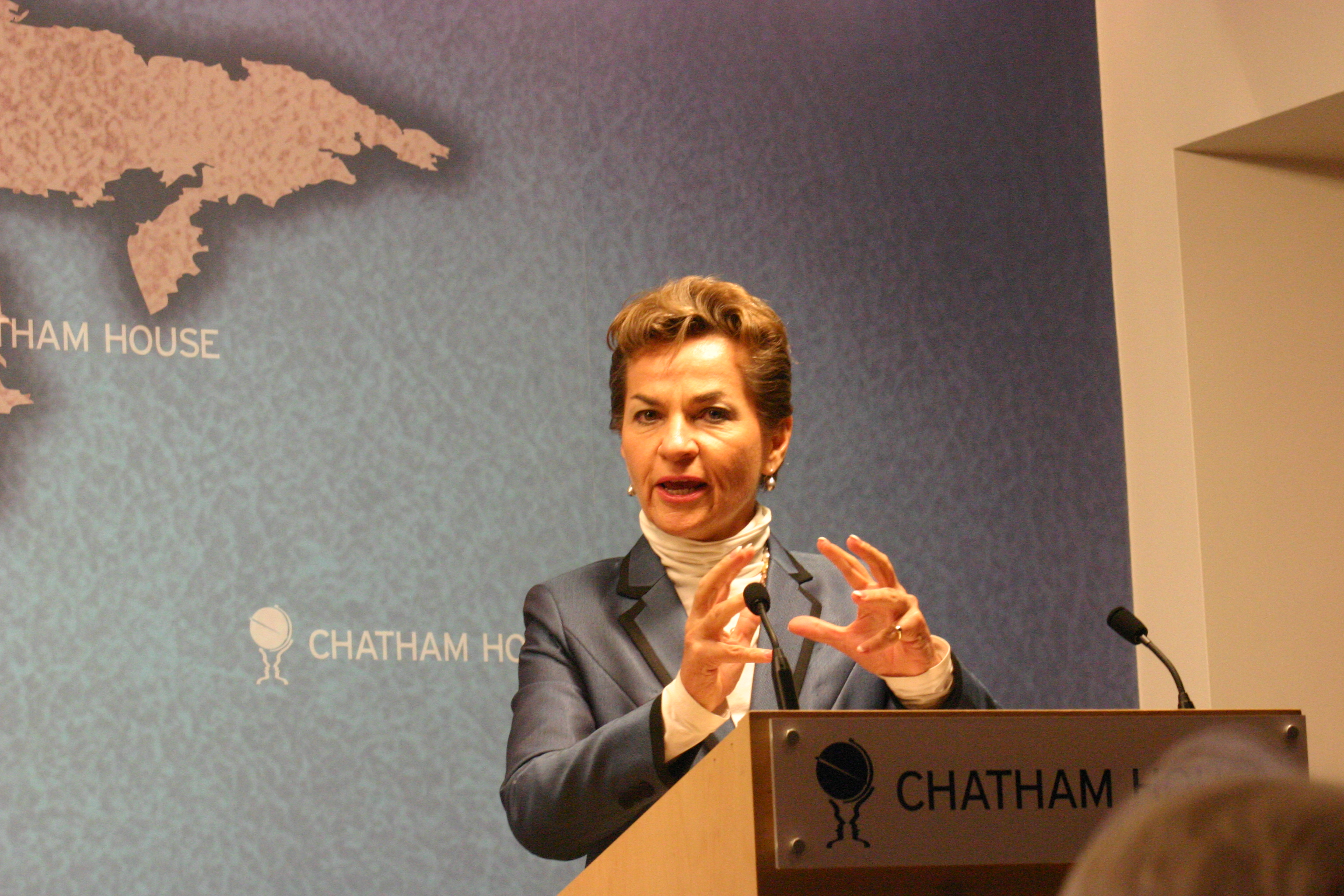
Discours de Christiana Figueres à la Chatham House en 2012.

Christiana Figueres a donné de nombreuses conférences sur les politiques climatiques,,,, ainsi que sur les négociations climat dans différentes institutions académiques, telles que l'université Yale, l'université de Chicago, l'université de Georgetown, le Collège de William et Mary et l'université Johns-Hopkins. Elle est aussi été régulièrement invitée à donner des conférences à la Banque Mondiale, à la Banque interaméricaine de développement,, à la Corporación Andina de Fomento, à l'OCDE,, à Carbon Expo, à l'Agence Internationale de l'Energie, à l'Organisation des Nations unies pour le développement industriel, au Latin American Carbon Forum,, à la Commission économique pour l'Amérique latine et les Caraïbes, à la Fondation AVINA,,, à Point Carbon, chez Environmental Finance, à l'International Emissions Trading Association , au PEW Center on Global Climate Change , à la Global Foundation for Democracy and Development etc. Christiana Figueres a été formée et autorisée par Al Gore à assurer la présentation de sa Vérité qui dérange.

### Convention-cadre des Nations unies sur les changements climatiques
Christiana Figueres, Secrétaire Exécutive de la Convention Cadre des Nations Unies sur les Changements Climatiques, lors de son discours d'ouverture devant les délégués de 193 pays réunis à Cancun au Mexique, le 29 novembre 2010 a invoqué l'antique déesse-jaguar Ixchel, mettant en avant le fait que Ixchel était non seulement la déesse de la Lune mais aussi "la déesse de la Raison, de la Créativité et du Tissage. Espérons que vous puissiez vous inspirer d'elle - car aujourd'hui, vous êtes réunis à Cancun pour tisser ensemble les éléments d'une réponse robuste au changement climatique, en faisant usage à la fois de votre raison et de votre créativité." Elle a continué son adresse aux délégués, "Vos Excellences, la déesse Ixchel vous apprendrait certainement qu'une tapisserie est le résultat de l'entremêlement habile de nombreux fils", dit Figueres, originaire du Costa Rica et qui a commencé son adresse en espagnol avant de passer à l'anglais. "J'ai la ferme conviction que dans 20 ans, nous admirerons la tapisserie politique que vous aurez tissée ensemble et nous nous remémorerons avec enthousiasme Cancun et l'inspiration apportée par Ixchel.
Au sommet des Nations-Unies sur le Charbon et le Climat de 2013, Christiana Figueres a déclaré que l'électricité au charbon pouvait faire partie des solutions au réchauffement climatique. Dans son discours, elle a aussi mis en avant le fait que l'électricité au charbon pouvait aider les pays plus pauvres à se développer économiquement et à réduire la pauvreté.
Elle a aussi fait l'éloge de la Chine pour l'attention qu'elle porte au problème de la pollution de l'air, mettant en avant la capacité des autorités chinoises à légiférer sans délai et critiquant les tergiversations des politiques occidentales.
Christiana Figueres est intervenue lors du Sommet du Changement Climatique de New-York en 2014. Elle a exhorté les dirigeants économiques et politiques présents à ne pas se contenter des avancées obtenues lors du sommet et les a mis en garde sur le fait que les engagements pris ne suffisaient toujours pas à maitriser le réchauffement climatique. Elle a notamment déclaré que "il fallait revenir à un objectif d'équilibre mondial", ajoutant que "c'est sur ce point là que nous avons échoué."
Elle a joué, en tant que responsable climat de l'ONU, un rôle clé dans l'accord de Paris en décembre 2015 (Cop21).

## Fonctions et distinctions
- Vice-présidente du Bureau de la Convention-cadre des Nations unies sur le changement climatique, en 2008–09[25].
- Membre du Conseil scientifique du Risoe Center du PNUE, au Danemark.
- Membre du Groupe de Travail sur la finance carbone du projet Catalyst, initié par Climateworks, une nouvelle fondation sponsorisée par les fondations Packard, Hewlett et McKnight, et soutenue par McKinsey & Co., en 2008
- Conseil d'administration de Voluntary Carbon Standard (VCS), en 2008[69],[70].
- Conseil consultatif sur les programmes énergie de Green Cross International, fondée par le président Gorbatchev, en 2008[71],[72]
- Représentante de l'Amérique latine et des Caraïbes au Comité Exécutif du mécanisme de développement propre de la CCNUCC, en 2007[37].
- Membre internationale de l'Académie des Sciences de la République de Saint Domingue, en 2007[73].
- Conseil d'administration de Winrock International, une ONG internationale axée sur les résultats avec un budget de cinquante millions de dollars et une dotation de cinquante millions de dollars, en 2005. Présidente du Comité de gouvernance et membre du Comité exécutif, de 2007 à aujourd'hui[74].
- Conseillère auprès de ICE Organization Limited, première carte de crédit à compenser les émissions carbone des achats des utilisateurs, de 2007 à aujourd'hui.
- Conseil d'administration de la Fundación para el Desarrollo de la Cordillera Volcánica Central (FUNDECOR), organisation costa-ricaine dotée de 15 millions de dollars et qui a reçu en 2001 le prix international Roi Baudouin pour le développement, de 1999 à aujourd'hui[75].
- Conseil d'administration de l'International Institute for Energy Conservation, de 2006 à 2008[76].
- Membre de la Development Dividend Task Force de l'Institut International du Développement Durable du Canada, de 2005 à 2008[77].
- Membre-invité de la Clinton Global Initiative, en 2005–2006[78].
- Membre de la Table-ronde Mondiale sur le Changement Climatique, présidée par le Pr Jeffrey Sachs de l'université Columbia, de 2005 à 2007.
- Comité de sélection du Yale World Fellows Program, de 2003 à 2006.
- Prix Hero for the Planet du magazine National Geographic et de la compagnie Ford, en mars 2001, en reconnaissance de son rôle de premier plan pour la promotion des énergies durables au niveau mondial.
- Conseil consultatif technique du Prototype Carbon Fund de la Banque mondiale, de 1999 à 2001[79].
- Conseil d'administration de la Caribbean Conservation Corporation (CCC), de 1999 à 2003[80].
- Conseil consultatif de l'Organization of Tropical Studies (OTS) de la Duke University, de 1998 à 2000.
- Vice-présidente de la Foundation for Central American Management Education (INCAE), en lien avec l'université Harvard, de 1998 à 2001.
- Conférence Barbara-Ward 2012[81].